# Didyme l'Aveugle
Pour les articles homonymes, voir Didyme.
Didyme (en copte : Ⲇⲓⲇⲓⲙⲩⲥ), né vers 313-398, est un théologien de l'École d'Alexandrie, auteur de nombreux traités. Sa cécité lui a valu le surnom de « Didyme l'Aveugle ». Il est fêté comme saint le 18 octobre par l'Église orthodoxe orientale.

## Biographie
Selon la biographie que lui consacre l'un de ses élèves, Rufin d'Aquilée, Didyme perdit la vue dans sa petite enfance, avant d'apprendre à lire et écrire. Malgré tout, il s'appliqua à l'étude et atteignit un tel niveau de connaissances qu'il attira l'attention du patriarche Athanase et devint professeur (doctor) à l'école catéchétique d'Alexandrie, enseignant notamment l'astronomie, la logique, la géométrie et les mathématiques. Sa renommée poussa Antoine l'Ermite à lui rendre visite ; il le consola de sa cécité en expliquant qu'il avait reçu les yeux des anges, grâce auxquels il pourrait voir la vraie lumière. Didyme résista aux efforts de l'empereur Valens pour imposer l'arianisme.
Rufin d'Aquilée s'attache à montrer que Didyme est une « lampe brillant d'une lumière divine » au milieu des ténèbres de l'hérésie arienne, mais ne fournit pas d'éléments véritablement biographiques. On sait néanmoins qu'il fut un disciple d'Origène et qu'il eut pour élèves, outre Rufin, saint Jérôme et Palladius.
Il fut condamné en 553 par le deuxième concile de Constantinople, en même temps qu'Origène et Évagre le Pontique.

## Œuvre
L'œuvre de Didyme est considérable, mais la plupart de ses textes ont été détruits après sa condamnation en 553. Il est l'auteur notamment de traités du Saint-Esprit, contre les Macédoniens (disciples de Macedonius), probablement d'un De Trinitate et d'une réfutation des Manichéens. Ses écrits ont été publiés dans la Patrologie Grecque (PG 39) de l'abbé Jacques-Paul Migne (Didymi Alexandrini, Opera Omnia, J. P. Migne éditeur, 1858).
En 1941, un important corpus de manuscrits est découvert par hasard lors de travaux d'excavation menés par l'armée britannique dans d'anciennes carrières de calcaire à Tourah, au sud du Caire. Ils sont rapidement rattachés au monastère de saints Jean Colobos et Arsène, dont les ruines se trouvent non loin du lieu de la découverte. Tous ont été mutilés intentionnellement : les pages ont été soigneusement séparées de leur couverture et mises en tas ; certains manuscrits ont été coupés en deux et mis en boule, voire plongés dans l'eau. Huit codex peuvent être reconstitués ; il s'agit presque exclusivement d'œuvres d'Origène et de Didyme. Autre particularité, les manuscrits de Tourah sont pour la plupart des palimpsestes (manuscrits grattés puis réutilisés), en assez mauvais état. On en a conclu que les moines avaient éliminé les œuvres d'Origène et Didyme de leur bibliothèque en recyclant les manuscrits réutilisables et en détruisant les autres. Le nombre important des manuscrits retrouvés et la découverte peu de temps après de la bibliothèque de Nag Hammadi expliquent que le corpus de Tourah n'ait été édité en entier qu'en 1985.
Les œuvres de Didyme préservées à Tourah sont des commentaires sur la Genèse, le livre de Job, les Psaumes, l'Ecclésiaste et Zacharie, représentant plus de deux mille pages manuscrites. Certains d'entre eux sont publiés aux éditions du Cerf.
Ses œuvres figurent dans le Clavis Patrum Græcorum aux numéros 2544-2572.

### Traductions en français
- Sur Zacharie (3 tomes), collection "Sources chrétiennes" no 83 à 85, Éditions du Cerf, 1962.
- Sur la Genèse (2 tomes), collection "Sources chrétiennes" no 233 et 244, Éditions du Cerf, 1976, 1978.
- Traité du Saint-Esprit, collection "Sources chrétiennes" no 386, Éditions du Cerf, 1992.